# Hockey Club Les Avants
L'Hockey Club Les Avants (abbreviato HC Les Avants) è stata una squadra di hockey su ghiaccio svizzera. Fu fondata nel 1904 con sede a Montreux, nel quartiere di Ouchy, e si sciolse nel 1930 a causa di problemi finanziari.

## Cronologia
- 1904-1908: ?
- 1908-1910: 1º livello
- 1910-1911: ?
- 1911-1913: 1º livello
- 1913-1915: ?
- 1915-1917: 1º livello

## Pista
Pista naturale che ha ospitato la prima edizione del Campionato europeo di hockey su ghiaccio.

## Palmarès

### Competizioni nazionali
Campionato Internazionale: 3
1911-12, 1912-13, 1916-17
 Campionato Internazionale: 1 terzo posto
1909-10